# Sin-le-Noble
Sin-le-Noble är en kommun i departementet Nord i regionen Hauts-de-France i norra Frankrike. Kommunen ligger i kantonen Douai-Nord som tillhör arrondissementet Douai. År 2022 hade Sin-le-Noble 15 916 invånare.

## Befolkningsutveckling
Antalet invånare i kommunen Sin-le-Noble
| Referens: INSEE |